# Bridge over troubled water
Bridge over Troubled Water és el cinquè i últim àlbum d'estudi de Simon and Garfunkel. Fou inicialment publicat el 26 de gener de 1970. Es van emprar gairebé 800 hores d'enregistrament per a la seva elaboració. L'àlbum va tenir un èxit mundial; vengué, només als Estats Units, prop de vuit milions de còpies, i al voltant de vint milions a tot el món. Va assolir el lloc més alt en les llistes de la revista Billboard i s'hi va mantenir durant 10 setmanes, i va guanyar el premi Grammy al millor àlbum de l'any, i Millor equip de so, mentre que el tema que dona títol a l'àlbum va guanyar el premi a la Millor cançó de l'any en el lliurament de premis de 1971. Després d'aquest àlbum, el duo, encara que no oficialment, es va dissoldre. Art Garfunkel va continuar amb la seva carrera cinematogràfica i Paul Simon va iniciar la seva etapa com a solista.
L'any 2003, l'àlbum va aconseguir el lloc 51 de la Llista dels 500 millors discs de tots els temps segons Rolling Stone.
Les cançons «Cuba Si, Nixon No», «Groundhog» i la demo «Feuilles-O» van ser gravades durant les sessions d'enregistrament, però no es van publicar a l'àlbum. «Cuba Si, Nixon No» es va publicar més tard en una còpia del concert de l'11 de novembre de 1969 de Simon and Garfunkel a la Universitat de Miami, mentre que la demo de «Feuilles-O» es va publicar el 4 d'octubre de 1997 a Old Friends.
L'any 2001 es va publicar una versió ampliada de l'àlbum en CD que també contenia el demo «Feuilles-O», i una demo abans no publicada de «Bridge oTroubled Water».

## Formació
- Paul Simon: vocalista, guitarra
- Art Garfunkel: vocalista
- Los Incas: instruments peruans
- Joe Osborn: baix
- Larry Knechtel: piano
- Fred Carter, Jr.: guitarra
- Hal Blaine: bateria
- Jimmy Haskell i Ernie Freeman: corda

## Llista de cançons
1. «Bridge over Troubled Water» (4:52)
2. «El Cóndor Pasa» (3:06)
3. «Cecilia» (2:55)
4. «Keep the Customer Satisfied» (2:33)
5. «So Long, Frank Lloyd Wright» (3:41)
6. «The Boxer» (5:08)
7. «Baby Driver» (3:15)
8. «The Only Living Boy in New York» (3:57)
9. «Why Don't You Write Me» (2:45)
10. «Bye Bye Love» (2:55)
11. «Song for the Asking» (1:39)

## Premis
- Cinc premis Grammy el 1971:
  - Millor enregistrament de l'any («Bridge over Troubled Water»)
  - Millor àlbum de l'any
  - Millor cançó contemporània («El Cóndor Pasa», «Bridge over Troubled Water»)
  - Millor lletra de cançó («Bridge over Troubled Water»)
  - Millor equip de so